# La mujer del puerto (film 1934)
La mujer del puerto è un film del 1934 diretto da Arcady Boytler e Raphael J. Sevilla. La sceneggiatura prende spunto da Il porto, racconto di Guy de Maupassant. Pubblicato nel 1889, fu ripreso e rielaborato da Lev Tolstoj che ne trasse il racconto Françoise.

## Trama
Delusa e amareggiata dal tradimento del fidanzato, dopo la morte di suo padre Rosario lascia la campagna per Veracruz. Al porto, la ragazza si vende ai marinai di passaggio. Tra i clienti, c'è anche Alberto che Rosario scoprirà essere il fratello che non vede da anni.

## Produzione
Il film fu prodotto dalla Eurindia Films.

## Distribuzione
La Columbia Films distribuì in Messico il film che, il 14 febbraio 1934, fu presentato in prima a Città del Messico. Negli Stati Uniti, la pellicola venne distribuita il 23 agosto 1936 in versione originale, senza traduzione o sottotitoli, dalla Cinexport Distributing.
Il 6 gennaio 2011, il film è stato proiettato alla Cinemateca Portuguesa di Lisbona.